# Frank Sherwood Rowland
Frank Sherwood Rowland (Delaware, Ohio, Estados Unidos; 28 de junio de 1927 - Newport Beach, California, 10 de marzo de 2012) fue un profesor de química estadounidense en la Universidad de California, Irvine. Su investigación se dedicó a la química atmosférica y a la cinética química. Obtuvo el Premio Nobel de Química en 1995.
Rowland recibió el título de Bachiller en Artes en la Universidad Wesleyana de Ohio (1948), obtuvo su M. S. en 1951 y se doctoró en la Universidad de Chicago (1952). Ocupó cargos académicos en la Universidad de Princeton (1952-56) y en la de Kansas (1956-64) antes de convertirse en un profesor de química en la Universidad de California en Irvine (1964). Allí comenzó a trabajar con Mario Molina a principios de los setenta. Rowland fue elegido para la Academia Nacional de Ciencias en 1978 y presidió la Asociación Americana para el Avance de la Ciencia (AAAS) en 1993.
Su trabajo más conocido fue descubrir que los clorofluorocarbonos contribuyen al agotamiento del ozono de la atmósfera. Rowland explicó que los gases de compuestos orgánicos artificiales se combinan con la radiación solar y se descomponen en la estratosfera liberando átomos de cloro y moléculas de monóxido de cloro que individualmente son capaces de descomponer gran número de moléculas de ozono. La investigación de Rowland, publicada por primera vez en la revista Nature en 1974, inició una exploración científica a gran escala del problema y la adopción de medidas internacionales para su resolución. La Academia Nacional de Ciencias reconoció la validez de sus conclusiones en 1976 y en 1978 los aerosoles de clorofluorocarbonos (CFC) fueron prohibidos en los Estados Unidos.
Recibió el Premio Nobel de Química de 1995 junto con Mario Molina, del MIT, y Paul Crutzen, del Instituto Max Planck en Maguncia, Alemania. El mismo año el edificio de Ciencias Físicas en la Universidad de California en Irvine donde tuvo sus laboratorios mucho tiempo pasó a denominarse Rowland en su honor.

## Premios
- Premio Japón, 1989
- Premio Mundial de Ciencias Albert Einstein, 1994
- Premio Nobel de Química, 1995